# Аллодиния
Аллоди́ния (греч. άλλος — другой и греч. οδύνη — боль) — боль вследствие воздействия раздражителей, обычно её не вызывающих. Термические или механические повреждения часто приводят к аллодинии в месте повреждения. Аллодинию следует отличать от гипералгезии, то есть повышенной болевой чувствительности на раздражители, обычно вызывающие боль.

## Типы
Есть различные виды или типы аллодиний:
- механические аллодиния (также известны как тактильные аллодинии):
  - статические механические аллодинии — боль в ответ на легкое прикосновение / давление[2],
  - динамические механические аллодинии — боль в ответ на легкое поглаживание[3],
- тепловая (горячая или холодная) аллодиния — боль от умеренных температур в пораженной области кожи,
- аллодиния движения — боль вызвана нормальной подвижностью суставов и мышц.

## Причины
Аллодиния является клиническим признаком многих болезненных состояний, таких, как периферическая невропатия, синдром Зудека, постгерпетической невралгии, фибромиалгии и мигрени. Аллодиния также может быть вызвана некоторыми популяциями стволовых клеток, используемых для лечения повреждений нервов, в том числе травмы спинного мозга.